# Finnegan's Wake
"Finnegan's Wake" er en irsk-amerikansk komisk ballade, der først blev udgivet i New York i 1864.
Sangen var en af den irske folkemusikgruppe The Dubliners' faste repertoire, der spillede den ved mange lejligheder og havde den med på mange af deres albums. Den er ligeledes kendt af fans af the Clancy Brothers, der har optrådt og indspillet den med Tommy Makem. I nyere tid er den blevet indspillet af det irsk-amerikanske keltiske punkband Dropkick Murphys. Sangen er også på den irske musikgruppe the High Kings repertoire, samt Darby O'Gill, hvis versioner inkorporerer og opfordrer til at publikum deltager.
Sangen er berømt for at være inspirationen til James Joyces sidste værk Finnegans Wake (1939), hvor Tim Finnegan komiske genoplivning bliver brugt som et symbol på livscyklussen.

## Indspilninger
- The Clancy Brothers indspillede "Finnegan's Wake" på adskillige af deres albums, inklsuive Come Fill Your Glass with Us (1959), A Spontaneous Performance Recording (1961), Recorded Live in Ireland (1965) og i 1984 ved deres Reunion-koncert i Lincoln Center.[4]
- The Dubliners på flere livealbums.[5]
- Dropkick Murphys på deres album Do or Die og Live on St. Patrick's Day From Boston, MA.[6]
- The High Kings på deres albums Memory Lane og Live in Ireland[7]
- The Irish Rovers i 1989 på deres album Hardstuff
- Johnny Logan på The Irish Connection (2007)